# 아노니
아노니(Anohni, 1971년 10월 24일 ~ )는 잉글랜드의 싱어송라이터이다. 앤소니 앤 더 존슨스의 리드 보컬로 잘 알려져있다.